# 보덴호
보덴호(독일어: Bodensee)는 유럽 중앙부, 독일, 오스트리아, 스위스 세 나라에 걸쳐 있는 호수이다. 면적 536km2, 호면표고 400m.
빙하기에 형성되었으며, 큰 호수인 오버호(Obersee)와 서쪽의 몇몇 작은 호수로 나뉜다. 라인강 상류의 중요한 발원지 중 한 곳으로, 서쪽으로 흘러나간다. 주변은 산으로 둘러싸여 있으나, 이 호수로 인하여 기후를 온화하게 만들어 주며, 호수는 한겨울에도 잘 얼지 않는다.
본래 로마 제국의 황제 콘스탄티우스 클로루스의 이름에서 유래하여 콘스탄스호(영어: Lake Constance)로 알려졌으나, 독일어권에서는 보덴제호로 바꿔 부르게 되었다. 오늘날에도 영어 및 로망스어군 언어로는 콘스탄티우스 클로루스에서 유래된 말로 부르고 있다(영어: Lake Constance, 프랑스어: Lac de Constance).
북쪽 연안은 독일 바덴뷔르템베르크주, 바이에른주, 동쪽 연안은 오스트리아 포어아를베르크주, 남쪽 연안은 스위스 샤프하우젠주, 투르가우주, 장크트갈렌주에 면한다. 호반의 주요 도시로는 독일의 콘스탄츠, 오스트리아의 브레겐츠가 있다. 주변은 온화한 기후로 포도 재배가 성하다.
|  |

| - 보덴호 위성사진 - 보덴호 - 보덴 호반의 포도원 - 독일 쪽 호반에서 바라 본 라이헤나우 |

## 같이 보기
- 콘스탄츠호